# Степанов, Онуфрий
Онуфрий Степанов (1 сентября 1610 года — 30 июня 1658 года) — «служилый человек», сибирский казак, исследователь реки Амур. Продолжатель дела Ерофея Павловича Хабарова. Участник Русско-маньчжурских пограничных конфликтов.

## Биография
После ареста Ерофея Павловича Хабарова и его отъезда в Москву осенью 1653 года Онуфрий Степанов был назначен его заместителем в Даурии, в верховьях реки Амур, во главе отряда из 320 казаков. Степанов и его люди терпели лишения, им не доставало зерна и древесины, поэтому они решили плыть вниз по Амуру за реку Сунгари, в местность, населённую дючерами, в целях закупки продовольствия и строительных материалов. Степанов преуспел в своей миссии, но не без стычек с дючерами, с которых он получил значительный ясак. Здесь он построил зимовье.

### Сражение на Сунгари
Летом 1654 года Степанов отплыл вверх по реке Сунгари, чтобы найти зерно и где к его отряду присоединилась другая группа из 50 казаков. После плавания в течение трёх дней вверх по Сунгари отряд встретил маньчжурскую армию под командованием Минъандали. По донесению Степанова, ему противостояло войско из 3000 китайцев и маньчжуров, не включая союзных с ними дючеров и дауров. В первом бою на реке казаки вышли победителями, но уцелевшие силы их противников сошли на берег и окопались. Казаки попытались осадить окопы, но понесли потери и вынуждены были отступить вниз по реке, где к ним присоединился отряд сотника Петра Бекетова из 30 человек. Степанов со всеми силами отступил вверх по Амуру за устье Зеи до устья реки Кумары (Хумаэрхэ) и остался на зимовку в Кумарском остроге.

### Осада Кумарского острога
Опасаясь нападения, Степанов начал восстанавливать заброшенный Кумарский острог и его укрепления. Эти меры предосторожности окупились, когда 13 марта 1655 года маньчжурская армия в 10 000 солдат во главе с Минъандали осадила Кумарский острог. Защитники крепости успешно отбили несколько атак превосходящих их по численности сил противника и 3 апреля 1655 годы маньчжуры были вынуждены снять осаду из-за нехватки продовольствия, но предварительно они уничтожили весь флот казаков.
После этого инцидента Степанов отправил несколько своих людей в Москву с ясаком. Между тем к отряду Степанова присоединились 50 томских казаков во главе с боярским сыном Фёдором Ивановичем Пущиным, которые боролись против тунгусов в устье реки Аргунь. Степанов направился в богатый зерном район реки Сунгари. После обновления своих запасов, он и его люди продолжили свой путь к гилякам на нижний Амур. Там казаки построили острог и собрали ясак, состоящий из меха соболя, красной и чёрно-бурых лисиц. Между тем, условия жизни казаков вдоль реки Амур ухудшались из года в год, потому что большая часть коренного населения обеднела из-за поборов и покинула эти земли. Кроме того, Степанов обнаружил, что дауры и дючеры были переселены по приказу императора Шуньчжи из долины Амура в долину реки Хургы. Таким образом, Приамурье почти опустело, особенно безлюдными стали берега реки Сунгари. Участились случаи разбоя и грабежей со стороны преступников, которые охотились как на туземцев, так и на казаков. Степанов и его люди часто находили улусы, разграбленные и сожжённые грабителями. Казаки оказались в критической ситуации, особенно учитывая тот факт, что им не хватало сил, чтобы закрепиться на более плодородных землях. Чтобы избежать смерти от голода, люди Степанова стали сами пахать и сеять. Стало бессмысленно оставаться в этом регионе дольше и Онуфрий Степанов искал возможности уехать. 22 июля 1656 года он направил группу из пятидесяти казаков в Москву, чтобы доставить новый ясак и передать письмо с просьбой к царю не посылать к нему новых людей в связи с отсутствием пищи. В своём ответе Алексей Михайлович поблагодарил Степанова и его подчинённых за их службу и поручил им «вести себя мужественно». Вскоре казаки оказались в совершенно отчаянном положении и начали убегать от своего лидера. Переговоры между Москвой и маньчжурами зашли в тупик, помощи нигде не было видно, и враждебность туземцев к казакам крепла с каждым днем.

### Гибель
Степанов начал подготовку к наступлению на более плодородную и благоприятную для жизни область. 30 июня 1658 года ниже устья Сунгари флотилия Степанова из 11 лодок с 500 казаками на борту была окружена 40 (по другим сведениям 45-47) лодками цинского полководца Шархуды, с примерно 1400 маньчжурских и корейских солдат на борту, вооружённых пушками и аркебузами. Измученные и деморализованные казаки не смогли оказать сколько-нибудь серьёзного сопротивления и были разбиты. Степанов был либо убит во время боя или утонул при попытке переплыть Амур. Маньчжуры захватили ясак русских и освободили более ста дючерских женщин, которых удерживали казаки на своих лодках. 270 русских погибло и 222 смогли отступить.
Такой трагический финал отряда Степанова заставил российские власти отказаться от сбора ясака с туземцев Приамурья и от попыток завоевать этот район в течение последующих 15 лет или около того. Некоторое количество казаков продолжали жить здесь и совершать набеги на туземцев, но уже без официальной санкции.